# Роман (ім'я)
Рома́н (лат. Romanus, грец. Ρωμαϊκή) — чоловіче особове ім'я. Походить із латини (Romanus, «римлянин»).

## Форми
- Розмовні та зменшувальні форми: Рома́нко, Рома́нонько, Рома́ночко, Рома́ньо, Рома́ник, Рома́нчик, Романе́ць, Рома́сь, Рома́сько, Рома́сьо, Рома́шко, Ро́мко, Ро́мцьо, Ро́мчик, Рому́сь, Рому́сьо, Рома́сик, Ро́мбик та ін.[1]
- По батькові: Рома́нович, Рома́нівна.
- Прізвища, що походять від імені Роман: Роман, Романенко, Романенков, Романченко, Романиченко, Романичук, Романишин, Романчишин, Романів, Романків, Романович, Романовський, Романчук, Романюк, Романець, Романецький, Романцев, Романов, Романичев, Романовичев.

## Іменини

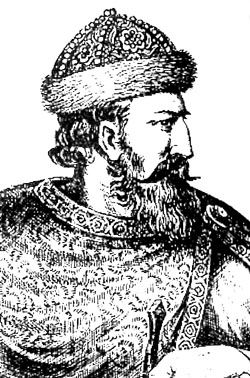
Роман Великий

- Роман Солодкоспівець, 1 жовтня. Творець канонів, диякон, що отримав в дар від Богородиці вміння складати церковні гімни та пісні (V - VI століття).
- Роман Кесарійський (Антиохійський), 18 листопада. Священномученик, диякон IV століття.

## Видатні особи
- Роман I Лакапін — візантійський імператор (920–944) з Македонської династії.
- Роман II Молодший — імператор Візантії (959–963), дочка Анна вийшла заміж за Володимира Великого.
- Роман — сто п'ятнадцятий папа Римський (897)
- Борис Володимирович — у хрещенні Роман, предаставник династії Рюриковичів (990-1015), брат Ярослава Мудрого.
- Роман III Аргир — імператор Візантії (1028–1034).
- Роман І — цар Болгарії (977—997), з династії Крум.
- Роман Всеславич (*1068 — †1116) — князь ізяславський і слуцький з династії Рюриковичів.
- Роман Святославич — тмутороканський князь (1070—1079).
- Роман Володимирович (? — 1119) — четвертий син Володимира II Мономаха.
- Роман Ігорович (*1167 — †1211) — князь Володимирський та Галицький.
- Роман Данилович (? — 1258) — син короля Данила Романовича.
- Роман Ростиславич — великий князь київський (1171—1173, 1174—1176).
- Роман Великий (бл.1152 — 1205) — великий князь київський (1201, 1204), князь новгородський(1168—1170), володимирський (1170—1187, 1188—1205), галицький (1188, 1199—1205), з династії Рюриковичів.
- Роман — митрополит Литовсько-Руський у 1354—1362 роках.
- Роман I — воєвода молдавський у (1391—1394) роках.
- Роман II — молдавський господар.
- Роман II Молодший (* бл. 938 — † 963) — імператор Візантії з листопада 959 по 15 березня 963 року.
- Роман III Аргир (968—1034) — імператор Візантії з 1028 по 1034 роки.
- Роман IV Діоген — імператор Візантії між 1068 та 1071 роками.
- Роман Даміан Санґушко (1832—1917) — князь гербу Погоня.
- Роман Дашкевич — (1892—1975), український політичний і військовий діяч, генерал-хорунжий армії УНР
- Роман Шухевич — (1907—1950), головнокомандувач УПА.
- Роман Лиско — (1914—1949) блаженний священномученик Української Греко-Католицької Церкви, священик УГКЦ.
- Роман — різьбар по дереву 17 століття.
- Роман (Балащук) — митрополит Вінницький і Брацлавський
- Роман (Даниляк) — єпископ Української Греко-Католицької Церкви.
- Роман (Кимович) — архієрей Української православної церкви
- Роман Лиско (1914—1949) — блаженний священномученик Української Греко-Католицької Церкви, священик УГКЦ.
- Роман I Лакапін — візантійський імператор між 920 та 944 роками (за іншими даними 945) з Македонської династії.
- Роман Михайлович — «старий» князь Чернігова і Брянська.
- Роман Мстиславич — Великий князь Київський (1204—1205)
- Роман Олегович († 1270 р., Золота Орда) — руський рязанський князь, православний святий та мученик.
- Роман Ростиславич — син Ростислава I, князь.
- Роман Углицький — руський князь, православний святий, син князя Володимира Углицького.

## Народні прикмети
- Святому Роману моляться про дозвіл безпліддя і безчадія.
- Роман показує зиму нам: коли на мученика Романа день теплий, то й зима буде тепла.
- До дня Романа риби ховаються в зимувальних ямах і вирах, готуючись до зимового сну.